# Хайнрих XLIV Ройс-Кьостриц
Хайнрих XLIV фон Ройс-Кьостриц (на немски: Heinrich XLIV von Reuß-Köstritz; * 20 април 1753 в Берлин; † 3 юли 1832 в Требшен/Тшебехов) от род Дом Ройс е принц/княз от младата линия на Ройс-Кьостриц.
Той е петият син на граф Хайнрих IX фон Ройс-Кьостриц (1711 – 1780) и съпругата му графиня Амалия Есперанца фон Вартенслебен-Флодроф (1715 – 1787), дъщеря на граф Карл Софрониус Филип фон Вартенслебен-Флодроф (1680 – 1751) и графиня Йохана Маргарета Хуисен ван Катендийке фон Флодроф (1691 – 1724).
Син му княз Хайнрих LXIII Ройс-Кьостриц (1786 – 1841) е дядо на принцеса Елеонора Българска (1860 – 1917), съпруга от 1908 г. на цар Фердинанд I от България (1861 – 1948).

## Фамилия
Хайнрих XLIV Ройс-Кьостриц се жени на 11 септември 1783 г. в Берлин за баронеса Вилхелмина фон Гойдер, нар. Рабенщайнер (* 19 ноември 1755, Берлин; † 17 декември 1790, Берлин), дъщеря на фрайхер Фридрих Кристоф фон Гойдер, нар. Рабенщайнер (1710 – 1770) и Йохана Вилхелмина фон Бредов (1729 – 1758). Те имат четири деца:
- Хайнрих LX Ройс-Кьостриц (* 4 юли 1784, Берлин; † 7 април 1833, Дрезден), принц, женен на 2 май 1819 г. в Каролат за принцеса Доротея фон Шьонайх-Каролат (* 16 ноември 1799; † 5 октомври 1848), дъщеря на 3. княз Хайнрих Карл Ердман фон Каролат-Бойтен (1759 – 1817) и Каролина фон Оертел (1769 – 1845)
- Хайнрих LXIII Ройс-Кьостриц (* 17 юни 1786, Берлин; † 27 септември 1841, Щонсдорф), княз; женен I. на 21 февруари 1819 г. във Вернигероде за графиня Елеонора фон Щолберг-Вернигероде (* 26 септември 1801; † 14 март 1827); II. на 11 май 1828 г. във Вернигероде за графиня Каролина фон Щолберг-Вернигероде (* 16 декември 1806; † 26 август 1896); дядо на принцеса Елеонора Българска (1860 – 1917), съпруга от 1908 г. на цар Фердинанд I от България (1861 – 1948).
- Хайнрих LXVI Ройс (* 11 юни 1788, Берлин; † 20 юли 1788, Берлин), граф
- син (*/† 8 декември 1790, Берлин, мъртвороден)

Хайнрих XLIV Ройс-Кьостриц се жени втори път на 12 май 1792 г. във Фалкенбург, близо до Маастрихт за фрайин Августа Ридезел цу Айзенбах (* 9 август 1771, Волфенбютел; † 21 ноември 1905 в Берлин), дъщеря на фрайхер Фридрих Адолф Ридезел цу Айзенбах (1738 – 1800) и Фридерика Шарлота Луиза фон Масов (* 1746). Те имат пет деца:
- Хайнрих LXX, принц Ройс (* 23 април 1793, Берлин; † 4 август 1821, Требшен)
- Августа Фридерика Ройс-Кьостриц (* 3 август 1794, Брауншвайг; † 13 юли 1855, Кьотен), омъжена на 18 май 1819 г. в 	Требшен за херцог Хайнрих фон Анхалт-Кьотен (* 30 юли 1778, дворец Плес; † 23 ноември 1847, Кьотен)
- Каролина Елизабет Адолфина Луиза Ройс-Кьостриц (* 8 ноември 1796, Брауншвайг; † 20 декември 1828, Саабор), омъжена на 25 август 1817 г. в Щонсдорф за принц Фридрих Вилхелм Карл фон Шьонайх-Каролат (* 29 октомври 1790, Каролат; † 21 ноември 1859, Саабор), полубрат на Доротея фон Шьонайх-Каролат, син на 3. княз Хайнрих Карл Ердман фон Каролат-Бойтен (1759 – 1817) и първата му съпруга принцеса Амалия фон Саксония-Майнинген, херцогиня на Саксония (1762 – 1798)
- Хайнрих LXXIV Ройс-Кьостриц (* 1 ноември 1798, Брауншвайг; † 22 февруари 1886, Янкендорф), принц, женен I. на 14 март 1825 г. във Вайсщайн, Силезия за графиня Клементина фон Райхенбах (* 20 февруари 1805; † 10 юни 1849, Янкендорф), II. на 13 септември 1855 г. в Илзенбург за графиня Елеонора фон Щолберг-Вернигероде (* 20 февруари 1835, Гедерн; † 18 септември 1903, Илзенбург), дъщеря на наследствен граф Херман фон Щолберг-Вернигероде (1802 – 1841) и графиня Емма Луиза София Виктория Хенриета Аделхайд Шарлота фон Ербах-Фюрстенау (1811 – 1889)
- Хайнрих I, граф Ройс (* 11 януари 1803, Берлин; † 12 юли 1805)